# Richard Sainct
Richard Sainct (Saint-Affrique, 1970. április 14. – Egyiptom, 2004. szeptember 29.) francia motorversenyző, háromszor nyerte meg a Dakar-ralit motoron.

## Halála
A 2004-es Fáraó-rali negyedik, Siwa városba vezető szakasza teljesítése közben Richard kétszer bukott KTM motorkerékpárján, a második végzetes volt, és egy 80 méter mély szakadékba zuhant. A halál nyaktörés miatti légzés- és vérkeringés-leállás miatt következett be.

## Eredményei
- 1 győzelem a Fáraó-rali (2002)
- 2 győzelem a Tunézia Ralin (1998, 1999)
- 3 győzelem a Dakar-ralin (1999, 2000, 2003)